# Siagonodon acutirostris
Espèce
Siagonodon acutirostris est une espèce de serpents de la famille des Leptotyphlopidae.

## Répartition
Cette espèce est endémique du Tocantins au Brésil. Elle se rencontre entre 397 et 590 m d'altitude à Almas et à Mateiros.

## Étymologie
Son nom d'espèce, dérivé du latin acutus, « aigu », et rostrum, « bec », lui a été donné en référence à son museau pointu.

## Publication originale
- Pinto & Curcio, 2011 : On the Generic Identity of Siagonodon brasiliensis, with the Description of a New Leptotyphlopid from Central Brazil (Serpentes: Leptotyphlopidae). Copeia, vol. 2011, n. 1, p. 53-63 (texte intégral).